# 漢考克斯布里奇 (新澤西州)
漢考克斯布里奇（英語：Hancock's Bridge）是位於美國新澤西州塞勒姆縣的普查規定居民點。

## 人口
根據2020年美國人口普查的數據，漢考克斯布里奇的面積為0.64平方千米，當中陸地面積為0.59平方千米，而水域面積為0.05平方千米。當地共有人口155人，而人口密度為每平方千米242.19人。